# IEC 61131
IEC 61131 — набор стандартов МЭК для программируемых контроллеров. До изменения системы нумерации МЭК был известен как МЭК 1131. Стандарт IEC 61131 подготовлен и поддерживается МЭК, рабочей группой 7 подкомитета SC-65B Технического комитета TC65.

## Состав стандарта
Стандарт IEC 61131 разделен на несколько частей:
- IEC 61131-1: Общие сведения. Это вводная глава, содержит определения терминов, которые используются в последующих частях стандарта, и описывает основные функциональные свойства и характеристики ПЛК.
- IEC 61131-2: Требования к оборудованию и тесты.
- IEC 61131-3: Языки программирования.
- IEC 61131-4: Руководство пользователя.
- IEC 61131-5: Связь.
- IEC 61131-6: Функциональная безопасность.
- IEC 61131-7: Программирование нечеткого управления.
- IEC 61131-8: Рекомендации по применению и реализации языков программирования.
- IEC 61131-9: промышленный интерфейс для подключения дискретных датчиков и исполнительных механизмов (также известен как IO-Link).
- IEC 61131-10: формат XML для экспорта и импорта проектов IEC 61131-3.